# Colistine
Colistine (polymyxine E) is een  antibioticum uit de groep van de polymyxinen. Polymyxinen zijn een groep van vijf verschillende polypeptide-antibiotica, (polymyxine A tot E), die in 1947 ontdekt zijn. Enkel polymyxine B en E (=colistine) worden in de praktijk gebruikt. Colistine zelf werd in 1949 ontdekt en is sedert de jaren 1950 in gebruik. Het wordt geproduceerd door de bacterie Bacillus polymyxa subspecies colistinus Koyama.

## Chemisch
Colistine is een cyclisch decapeptide (met tien aminozuren), dat verbonden is met een vetzuurrest via een amidekoppeling. Er zijn twee vormen van colistine, die verschillen in de lengte van de vetzuurrest. Die is afkomstig van 6-methyloctaanzuur voor colistine A en van 6-methylheptaanzuur voor colistine B.
Colistine is commercieel verkrijgbaar als het sulfaatzout colistinesulfaat en als colistimethaatnatrium (ook natriumcolistimet(h)aat genoemd). Colistimethaatnatrium is minder krachtig maar ook minder toxisch dan colistinesulfaat. Het wordt gevormd door de reactie van colistine met formaldehyde en natriumbisulfiet. 

## Werking
Colistine werkt op het celmembraan van de bacterie. Colistine is een kationische verbinding die zich bindt aan anionische lipopolysaccharide-moleculen in het buitenste membraan van gram-negatieve bacteriën, waardoor het membraan wordt beschadigd, wat leidt tot een verhoogde permeabiliteit van de celwand. De celinhoud kan dan weglekken wat uiteindelijk tot de celdood leidt.
Colistine is effectief tegen de meeste gram-negatieve aerobe bacteriën, waaronder Pseudomonas aeruginosa, Acinetobacter-, Klebsiella- en Enterobactersoorten. Hiertoe behoren ook sommige multidrug-resistente bacteriën. Maar er zijn gram-negatieve bacteriën die resistent zijn tegen colistine (waaronder Pseudomonas mallei, Edwardsiella-, Serratia- en Brucellasoorten). Colistine is ook niet werkzaam tegen gram-positieve bacteriën.

## Toediening
Colistinesulfaat wordt oraal toegediend (tabletten of siroop) voor inwendig gebruik (infecties van de ingewanden) of als een poeder voor de uitwendige behandeling van bacteriële huidinfecties.
Colistimethaatnatrium werd aanvankelijk intraveneus toegediend, maar dat bleek gepaard te gaan met een hoge incidentie van nefrotoxiciteit. Het werd nog intraveneus toegediend voor de behandeling van longinfecties door multidrug-resistente gram-negatieve bacteriën, in het bijzonder Pseudomonas aeruginosa, bij patiënten met cystische fibrose, maar die behandeling kan ook door verneveling. Poeder voor verneveling moet daarvoor worden opgelost in een meegeleverd oplosmiddel (water met natriumchloride), in een jet-vernevelaar verneveld en ingeademd via een mondstuk.

## Bijwerkingen
De voornaamste bijwerkingen zijn nefrotoxiciteit en neurotoxiciteit. Bij de toediening door verneveling kunnen hoesten en bronchospasme (benauwdheid) voorkomen. 